# Feuerrohbauversicherung
Die Feuerrohbauversicherung schützt gegen Brand, Blitzschlag und Explosion an einem im Bau befindlichen Haus und den auf dem Baugrundstück befindlichen Baustoffen. Kreditgeber machen in der Regel eine Brandversicherung zur Auflage. Sie ist oft Bestandteil einer Gebäudeneubauversicherung.
Die Brandversicherung schließt auch Folgeschäden durch Rauch, Ruß und Löschen ein. Darüber hinaus werden auch Aufräumungs- und Abbruchkosten sowie Mieteinnahmeverluste bei Wohngebäuden erstattet.